# ألكسيس كيرك
ألكسيس كيرك (بالإنجليزية: Alexis Kirk)‏ هو مصمم أزياء أمريكي، ولد في 29 ديسمبر 1936 في لوس أنجلوس في الولايات المتحدة، وتوفي في 17 مايو 2010 في نيويورك في الولايات المتحدة.